# Stanley Vejtasa
Stanley Winfield Vejtasa (ur. 27 lipca 1914, zm. 23 stycznia 2013) – amerykański pilot bombowców nurkujących i samolotów myśliwskich, służący w lotnictwie pokładowym amerykańskiej marynarki wojennej w czasie wojny na Pacyfiku. As myśliwski latający pierwotnie jako pilot bombowców nurkujących Douglas SBD Dauntless, następnie zaś pilotując myśliwskie samoloty pokładowe Grumman F4F Wildcat.
7 maja 1942 roku, w trakcie bitwy na Morzu Koralowym, pilotując bombowiec SBD Dauntless lieutenant Stanley “Swede” Vejtasa, trafił 1000-funtową bombą japoński lotniskowiec „Shōhō”, następnego zaś dnia walcząc z trzema atakującymi myśliwcami Mitsubishi A6M „Zero” zestrzelił dwa z nich, co najmniej uszkadzając trzeci. 26 października tego roku – już jako pilot myśliwca Grumman F4F Wildcat podczas bitwy pod Santa Cruz – broniąc swojego lotniskowca USS „Enterprise”, zestrzelił w jednym locie siedem nieprzyjacielskich samolotów. Jedyny pilot marynarki nagrodzony Navy Cross zarówno jako pilot bombowców nurkujących, jak i jako pilot samolotów myśliwskich. W trakcie sześciu miesięcy służby pokładowej podczas tej wojny zestrzelił 12 japońskich samolotów.
Po zakończeniu II wojny światowej na pokładzie USS „Essex” (CV-9) uczestniczył w wojnie koreańskiej, zaś od lica 1959 do sierpnia 1960 dowodził lotniskowcem USS „Constellation” (CV-64).